# Panilla
La panilla es una medida de capacidad española antigua que equivalía a la cuarta parte de la libra. Se utilizaba solamente para el aceite y de ahí la definición a partir de una unidad de peso.
Con la libra castellana de 460 g, si se toma para el aceite de oliva una densidad de 0,9137 kg/L, se obtiene para la panilla una equivalencia de 0,1259 litros.